# Brži algoritam najkraćeg puta
Brži algoritam najkraćeg puta (BANP) predstavlja poboljšanje Bellman–Ford algoritma koji računa najkraće puteve sa jednim izvorom u usmerenom težinskom grafu. Algoritam radi dobro na nasumičnim proređenim grafovima i posebno je pogodan za grafove koji sadrže grane sa negativnim težinama. Algoritam BANP je objavio 1994. godine Fanding Duan.

## Algoritam
Za zadati usmereni težinski graf G = (V, E) i izvorni čvor s, BANP algoritam pronalazi najkraći put od s do svakog čvora v u grafu. Dužina najkraćeg puta od s do v se čuva u d(v) za svaki čvor v. 
Osnovna ideja BANP algoritma ista je kao i Bellman–Ford algoritam po tome što svaki čvor se koristi kao kandidat da relaksira susedne čvorove. Poboljšanje u odnosu na ostale je u tome što umesto da pokušava za sve čvorove slepo, BANP održava red čvorova kandidata i dodaje čvor u red samo ako je taj čvor relaksiran. Ovaj proces se ponavlja dok god nema više čvorova koji mogu biti relaksirani.
Ispod je pseudo-kod ovog algoritma. Ovde Q predstavlja red čvorova kandidata, i w(u, v) je težina grane (u, v). 
```
 
procedure
 Shortest-Path-Faster-Algorithm(
G
, 
s
)
  1    
for
 each vertex 
v
 ≠ 
s
 in 
V
(
G
)
  2        d(
v
) := ∞
  3    d(
s
) := 0
  4    push 
s
 into 
Q

  5    
while
 
Q
 is not empty
  6        
u
 := pop 
Q

  7        
for
 each edge (
u
, 
v
) in 
E
(
G
)
  8            
if
 d(
u
) + w(
u
, 
v
) < d(
v
) 
then

  9                d(
v
) := d(
u
) + w(
u
, 
v
)
 10                
if
 
v
 is not in 
Q
 
then

 11                    push 
v
 into 
Q
```

Algoritam se takođe može primeniti na neusmereni graf tako što se zameni svaka neusmerena grana sa dve usmerene grane suprotnih smerova.

## Prosečni slučaj algoritma
Za nasumični graf, empirijska prosečna vremenska složenost je O(|E|).

## Najgori slučaj algoritma
Pretpostavimo da neko želi da pronađe najkraći put od čvora 1 do čvora n. Tada možemo dodati granu (i, i + 1) sa nasumičnom malom težinom za 1 ≤ i < n (tako da bi najkraći put trebao biti 1-2-...-n), i nasumično dodamo 4n drugih teških grana. U ovom slučaju, takozvani BANP algoritam će biti vrlo spor.

## Tehnike optimizacije
Performanse algoritma su strogo određene redosledom kojim čvorovi kandidati se koriste da relaksiraju ostale čvorove. U principu, ako je Q red sa prioritetom, onda algoritam zaista liči na Dijkstrin. Međutim, pošto se ovde ne koristi red sa prioritetom, dve tehnike se nekad koriste da unaprede kvalitet reda, što unapređuje i uspešnost prosečnog slučaja (ali ne i uspešnost najgoreg slučaja). Obe tehnike preuređuju redosled elemenata u Q tako da su čvorovi bliži izvoru prvi procesuirani. Stoga, kada se implementiraju ove tehnike, Q više nije FIFO red, već normalna dvostruka lista.
Male Oznake Prvo (MOP) tehnika.
Pseudo-kod:
```
 
procedure
 Small-Label-First(
G
, 
Q
)
     
if
 d(back(
Q
)) < d(front(
Q
)) 
then

         u := pop back of 
Q

         push u into front of 
Q
```

Velike Oznake Zadnje (VOZ) tehnika. 
Pseudo-kod:
```
 
procedure
 Large-Label-Last(
G
, 
Q
)
     
x
 := average of d(
v
) for all 
v
 in 
Q

     
while
 d(front(
Q
)) > 
x

         
u
 := pop front of 
Q

         push 
u
 to back of 
Q
```